# Leptocentrus orientalis
Leptocentrus orientalis är en insektsart som beskrevs av Heinrich Christian Friedrich Schumacher. Leptocentrus orientalis ingår i släktet Leptocentrus och familjen hornstritar. Inga underarter finns listade i Catalogue of Life.